# Léon Dolmans
Léon Dolmans (6 de abril de 1945) é um ex-futebolista belga.

## Carreira
Georges Heylens representou a Seleção Belga de Futebol, da Euro de 1972.